# 劉道章
劉道章（？—？）籍贯不详，中华民国政治人物。

## 生平
1918年前后，倪嗣冲手下的刘道章正在担任“公益维持会”会长、安徽省教育会会长，沈子修正在担任安徽省教育会总干事。
1918年11月21日，龚心湛被任命为安徽省省长，未到任前由刘道章护理省长职务。1918年11月26日，刘道章护理安徽省省长。1919年1月1日，刘道章代理安徽全省警务处处长兼省会警察厅厅长，11月2日正式任命，1920年9月25日免职，由程炎勳继任。任内，1919年12月，安徽省长公署卫兵为购物争秤事，与警察发生冲突，吕调元的儿子率卫队前往弹压。安徽全省警务处处长兼省会警察厅厅长刘道章觊觎安徽省省长一职，乃在安徽督军倪嗣冲的授意下，借口警察受辱而提出辞职，企图逼吕调元下台。吕调元下令开除滋事的卫兵，并令儿子离开安徽。而刘道章仍然径行离职，并指使安庆全城的警察一律罢岗。吕调元因此被迫辞职。
1921年6月，安徽省议会按照倪道烺（倪嗣冲的胞侄，凤阳关监督）、马联甲（皖南镇守使）之意，拟削减本已经决定增加的教育经费，以便增加军费。6月2日，安庆各学校师生派代表赴安徽省议会请愿，遭到驱逐。数千学生闻讯前往支援。马联甲下令殴打学生，打伤学生40多名。其中学生姜高琦身中七刀，经抢救无效身亡。校长光明甫乃率学生要求马联甲赔偿学生生命。不久，安徽省城安庆即举办了各界支援下的万人示威游行。后来，经安徽省参议会调解，马联甲逃回监军驻节的蚌埠。安徽省当局被迫同意将教育经费自92万元增至150万元。但马联甲未受惩处。
“姜案”发生之后，倪道烺、马联甲与中国国民党右派管鹏合作，企图夺取安徽省政权。他们通过手下的刘道章、关芸农等人活动，由倪道烺出资300万元，包办安徽省议会，策划推举倪道烺为民选省长、管鹏为副省长，以便镇压各校风潮及学生运动（按当时体制，督军无法管辖学校、直接处理学生示威游行等事宜，民政问题由省长专门负责）。师生领袖们随即决定各自回原籍活动，反贿选。李光炯、光明甫、史恕卿等人回桐城，卢仲农、朱子帆等人回无为，朱蕴山、沈子修回六安。他们捣毁选票柜，收集并揭露贿选情况，还向北京政府控诉倪道烺、马联甲贿选罪状。倪道烺、马联甲遂又以40万元贿赂北京政府内阁总理靳云鹏，任命倪道烺的老师李兆珍为安徽省省长。安徽民众不承认李兆珍为安徽省省长。师生领袖们发动教职员及学生2000余人，背行李睡在江岸，守住城门，不让李兆珍登岸入城就任。李兆珍便化装为商人混入安徽省长公署。安庆、芜湖随即举行“三罢”，发动游行示威直赴安徽省长公署。卫兵与师生冲突，打伤安徽省立第二甲种农业学校教员王肖山，引發民众愤怒。李兆珍最终逃出安徽省长公署。“驱李运动”成功，安庆召开了万人庆祝大会。